# 爪兽
爪兽亚目（学名：Ancylopoda） 是一类已经灭绝了的古哺乳动物，属于奇蹄目。面部轮廓酷似马，但是不长蹄而长爪，且不善奔跑。爪兽的前肢较后肢长，这样的形体看上去像现代的鬣狗。爪兽行走的时候用指节着地，这又让它看上去像大猩猩。爪兽以树叶和草根为食。由于牙齿是低冠牙，所以不能吃草。
爪兽是动物进化史上的另类物种，体现在如下方面：
- 在地质史上存在的时间很长，从始新世晚期到早更新世的地层都有化石发现。说明进化很成功；
- 这个物种存在的时间虽然很长，但却从来都没有繁荣过，体现在地层化石很稀少，从这点看又不能算进化很成功；

爪兽在更新世就绝灭了。但是现在却有人怀疑非洲传说中的南迪熊是爪兽在非洲丛林中的孑遗。